# Micarea polycarpella
Micarea polycarpella är en lavart som först beskrevs av Erichsen, och fick sitt nu gällande namn av Coppins & Palice. Micarea polycarpella ingår i släktet Micarea och familjen Pilocarpaceae.  Arten är reproducerande i Sverige. Inga underarter finns listade i Catalogue of Life.